# Jaap Mengelmoes
Jaap Mengelmoes is een personage uit Samson en Gert. Hij is sinds 2017 een personage in de tv-reeks en is alleen te zien in de vijftien afleveringen van het achttiende seizoen, Zomerpret. De rol van Jaap Mengelmoes wordt gespeeld door Marc-Marie Huijbregts.

## Personage
Jaap Mengelmoes is de broer van Joop Mengelmoes en net als bij Joop wordt Jaap door Samson Meneer Chocomousse genoemd.
In de afleveringen van Zomerpret baat Jaap Mengelmoes een bungalowpark uit dat de naam Camping Zomerparadijs draagt. Als eigenaar van de camping draagt hij een oranje jas met het logo van de camping op de achterkant. Jaap staat vaak achter de balie van de receptie en spreekt daar via een gesloten omroepsysteem dat enkel hij mag bedienen berichten voor de campinggangers in, geeft nieuwtjes door aan de kampeerders en heeft zelfs een eigen winkel aan de receptie. In z'n winkel verkoopt hij zwembadjes, vliegers, barbecuespullen en overige spullen die nodig zijn voor bij een camping, meestal verkoopt hij deze voor een vriendenprijsje (zijn aanduiding van een artikel verkocht met korting).
Samson, Gert en hun vrienden kamperen op Camping Zomerparadijs.
Als Jaap voor hen iets bestelt of haalt, loopt het meestal fout. Zo vraagt Gert aan hem een groot luxe zwembad te leveren, waarna Jaap terug komt met een speelgoed zwembad, of als Gert een vlaggetje vraagt voor op z'n zandkasteel geeft Jaap hen een zakdoek en een satéprikker. Ook de korting, het vriendenprijsje, die hij de vrienden biedt, is meestal fout berekend. Als Gert er een opmerking over maakt, antwoordt Jaap dat Gert te veel berichten van Marléneke heeft ontvangen, of dat Gert te veel het gras gemaaid heeft.
Jaap zijn "tante Pleum", een onzichtbaar personage in de serie, is verantwoordelijk voor een voortdurende stroom telefoontjes met vragen boodschappen te doen voor haar of haar te helpen. Om er dan voor te zorgen dat hij de camping niet alleen hoeft te laten, vraagt hij soms aan Samson en Gert, meneer de burgemeester, Alberto of aan Van Leemhuyzen of die niet even op de camping willen letten. Als een van hen dat dan ook gedaan heeft, bedankt hij ze met de zin Zomerparadijs bedankt u voor uw aandacht en zwaait hij de plaatsvervanger met z'n arm uit.
Aan het einde van elke aflevering geeft Jaap Mengelmoes vanuit de receptie aan Gert een bericht door van Marlèneke dat ze niet naar de camping kan komen.

## Afleveringen
1. Camping zomerparadijs
2. Camping met zwembad
3. Het verloren horloge
4. Zandkastelen bouwen
5. Prins Petanque
6. Opgesloten
7. De barbecuewedstrijd
8. Radio Zomerparadijs
9. Secretaris Samson
10. Het campingspook
11. Theofiel gaat trouwen
12. Zomertriatlon
13. Een boeiende vakantie
14. De trampoline
15. Vaarwel zomerparadijs